# Amitis
Amitis o Amytis (griego Ámitys, antiguo persa *Umati-) fue una princesa de la dinastía Aqueménida. Hija del rey persa Jerjes I y de la reina Amestris, y por lo tanto hermana de Artajerjes I. Fue dada en matrimonio al general Megabizo, miembro de una de las principales familias nobles del imperio. Junto a su madre Amestris, es representada en el relato del historiador griego Ctesias de Cnido como una de las mujeres más influyentes del reinado de Artajerjes I.

## Biografía
Hacia el 445 a. C., su esposo Megabizo lideró en Siria una rebelión contra Artajerjes I, derrotando a varios ejércitos. Durante este tiempo, Amitis permaneció junto al rey, pero más tarde participó, junto a la reina madre Amestris y el sátrapa Artario, en las negociaciones que llevaron a la reconciliación de Megabizo con Artajerjes. 
Sin embargo, según Ctesias, cuando Megabizo fue expulsado de la corte y mandado al exilio a una población de la zona del Golfo Pérsico, tras cinco años de exilio, Megabizo fue admitido de nuevo en la corte, gracias, una vez más, a la intercesión de Amitis y Amestris.
Amitis le dio a Megabizo dos hijos: Zópiro y Artifio. Zópiro, cuando murieron su padre y su madre, huyó a Atenas donde fue bien recibida, según Ctesias, gracias al buen trato que había brindado  a algunos atenienses. Las fuentes griegas retratan a Amitis como una mujer atrevida. Según Ctesias, durante el reinado de Jerjes fue acusada de adulterio por Megabizo. Ctesias relata asimismo que tras la muerte de su esposo, Amitis tuvo una aventura amorosa con el médico griego Apolónides de Cos, quien al ser descubierto fue torturado y asesinado por orden de la reina madre Amestris. Dinón, por su parte, la califica como la más hermosa y atrevida mujer de Asia.
La dificultad de utilizar fuentes como Ctesias o Dinón radica justamente en su interés por crear relatos novelescos sin mucha rigurosidad histórica. La ausencia de fuentes primarias hace imposible, por lo tanto, tener una imagen realista de Amitis.

## Citas
- Ctesias, resumido por Focio: 24Archivado el 16 de julio de 2012 en Wayback Machine., 26Archivado el 11 de enero de 2012 en Wayback Machine., 33Archivado el 11 de enero de 2012 en Wayback Machine., 34Archivado el 11 de enero de 2012 en Wayback Machine., 42Archivado el 11 de enero de 2012 en Wayback Machine.-45Archivado el 11 de enero de 2012 en Wayback Machine..
- Dinón, citado en Ateneo de Naucratis, El banquete de los eruditos 13. 89, donde se la llama Anoutis.